# Virelade
Virelade – miejscowość i gmina we Francji, w regionie Nowa Akwitania, w departamencie Żyronda.
Według danych na rok 1990 gminę zamieszkiwały 734 osoby, a gęstość zaludnienia wynosiła 55 osób/km² (wśród 2290 gmin Akwitanii Virelade plasuje się na 557. miejscu pod względem liczby ludności, natomiast pod względem powierzchni na miejscu 860.).